# オットセイ
オットセイ（膃肭臍、膃肭獣、海狗、英: fur seal）は、鰭脚類アシカ科のうちキタオットセイ属（キタオットセイ）とミナミオットセイ属（ミナミオットセイ）の総称である。また、狭義にはそのうちの1種キタオットセイ Callorhinus ursinus の和名として用いられる。
アシカ科にはアシカ類とオットセイが属し、それぞれを亜科として、オットセイ類はオットセイ亜科に分類されることもあるが、単系統群ではない。

## 特徴
ガラパゴスオットセイ Arctocephalus galapagoensis の雌は体重約 27 kg であり、現生アシカ科最小である。
耳たぶがある、四脚で体を支えて陸上を移動できる、前脚を鳥の翼のように羽ばたくことによって遊泳するなど、アシカ科特有の特徴をもつ。
アシカよりは若干小ぶりで、ビロード状の体毛が密生していることがオットセイの特徴である。オットセイの毛は、ごわごわとしたアザラシと異なり、つやつやとして柔らかく、暖かく、防寒性、装飾性に優れている。
食性としては魚、タコ、エビを主食としているが、地域的にはペンギンを捕食する場合もあることが報告されている。
陸上だけでなく、水中でも睡眠を行う。この時、右脳を覚醒させたまま、左脳を眠らせることができる。陸上で眠る時は、人間と同様の方法で眠る。
海の生き物だが、海水ではなく淡水でも生育可能である。いくつかの水族館では、オットセイを淡水で飼育している場合もある。

## 生殖
一夫多妻制であり、一匹の雄が複数の雌を独占しハーレムを形成する。ハーレムは一般に海岸に近い場所に形成される。雌をめぐる戦いに敗れた雄は、まとまって群れを作って生活する。その場合、居住地は内陸に入った不便な場所となる場合が多い。若い雄では戦いに敗れても、戦いの訓練を積み体格が大きくなるまで待ち改めて戦いに挑む場合もあるが、多くの雄は再挑戦をする気力を失い、雌との交尾の機会を持てずに同性の集団生活において生涯を終える。

## 分布
キタオットセイは北太平洋に、ミナミオットセイはアフリカ南岸、オーストラリア南岸などに生息する。

### オットセイ保護区
- ケープ・クロス・オットセイ保護区（ナミビア）
- 喜望峰自然保護区（南アフリカ共和国）
- アラスカ海洋国立野生生物保護区（米国）
- カリフォルニア州立自然保護区（米国）
- 羅先特級市（朝鮮民主主義人民共和国）

## 分類
分子系統解析から、オットセイ亜科（キタオットセイ属 + ミナミオットセイ属）は多系統であり、ミナミオットセイ属もオーストラリアアシカ属、ニュージーランドアシカ属、オタリア属を内包することが分かっている。すなわち、南半球のアシカ科が単系統群を形成する。
- キタオットセイ属 Callorhinus
  - キタオットセイ Callorhinus ursinus
- ミナミオットセイ属 Arctocephalus
  - ナンキョクオットセイ Arctocephalus gazella
  - グアダルーペオットセイ Arctocephalus townsendi
  - フェルナンデスオットセイ Arctocephalus philippii
  - ガラパゴスオットセイ Arctocephalus galapagoensis
  - ミナミアフリカオットセイ Arctocephalus pusillus
  - ニュージーランドオットセイ Arctocephalus forsteri
  - アナンキョクオットセイ Arctocephalus tropicalis
  - ミナミアメリカオットセイ Arctocephalus australis

## 名称

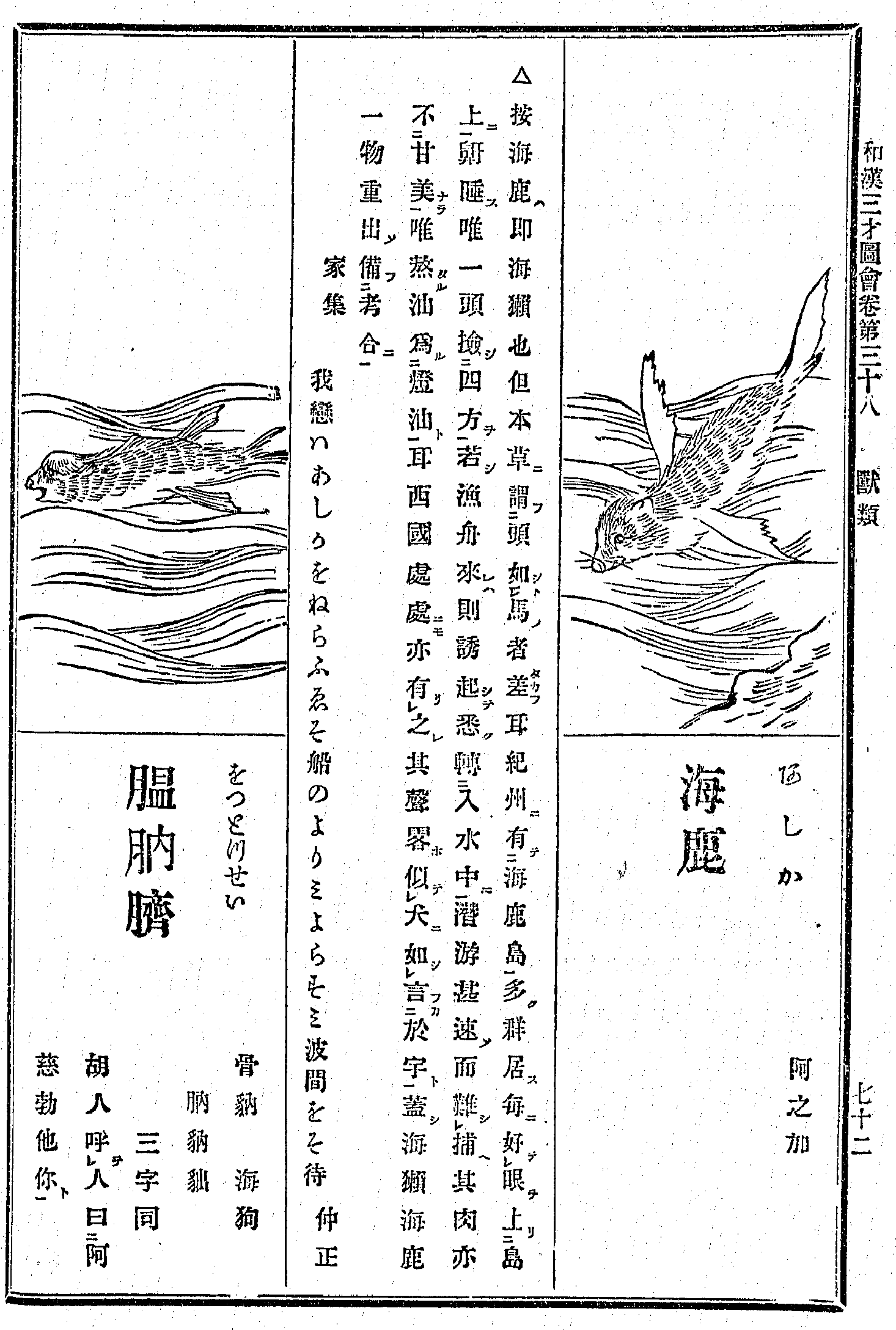
アシカ（右）とオットセイ（和漢三才図会38巻72頁）

オットセイはアイヌ語で「オンネカムイ（onne-kamuy、「老大な神」を意味する）」、「オンネプ（onnep、老大なもの）」、「ウネウ（unew）」と呼ばれていた。それが中国語で「膃肭」と音訳され、その陰茎は「膃肭臍」と呼ばれ精力剤とされていた。なお、「膃肭（おつどつ）」はむっくりと太った様を意味する。膃肭は連綿語である。
日本では室町時代の『文明本節用集』に「膃肭臍（ヲットッセイ）」の表記が見られる。江戸時代ごろになると生薬名が種を指す言葉になっており、『和漢三才図会』でも「をっとつせい」で解説されている（右図）。1957年に北太平洋のオットセイの保存に関する暫定条約が締結された際、出席した日本代表団がオットセイを英語であると誤解し、英語でオットセイと説明しても理解されず、何回か発音を変えて言い直しを行うニュース映像が残されている。なお「膃肭獣」の表記もあり、日本の法令に臘虎膃肭獣猟獲取締法がある。
海狗（かいく）の異名があり、これで「オットセイ」と読まれることもある。なお、現代の中国語でも「海狗」と呼ばれる。東北地方の海岸まで流されることもあり、三陸地方で「沖の犬」と呼ばれる生物の正体とされる。
英語では fur seal（毛皮アザラシ）と呼ばれ、アザラシよりも質の良い毛皮が取れるため、この名前がついたといわれている。

## 利用
高価な毛皮や、さらには陰茎や睾丸（生薬名：海狗腎）が精力剤などの漢方薬材料として珍重されたため、乱獲により生息数が激減した。江戸時代初期の慶長15年（1610年）と慶長17年（1612年）に蝦夷地の松前慶広が徳川家康に海狗腎を二回にわたり献上し、家康の薬の調合に使用されたという記録も残っている（『当代記』）。日本は1911年に膃肭獣保護条約を締結し、翌1912年発効の「臘虎膃肭獣猟獲取締法（らっこ・おっとせいりょうかくとりしまりほう）」を成立させ捕獲や所持を規制した。1957年には「北太平洋のおっとせいの保存に関する暫定条約」を締結し（日本、アメリカ、カナダ、ソ連〈当時〉、〈1984年失効〉）、保護の取り組みを行ってきた。
2006年現在、日本ではヴィタリス製薬株式会社（旧社名プロ・シール株式会社←オットセイ製薬株式会社）だけがオットセイ製剤（オットピン等）の製造を行っている。

## 日本のオットセイ

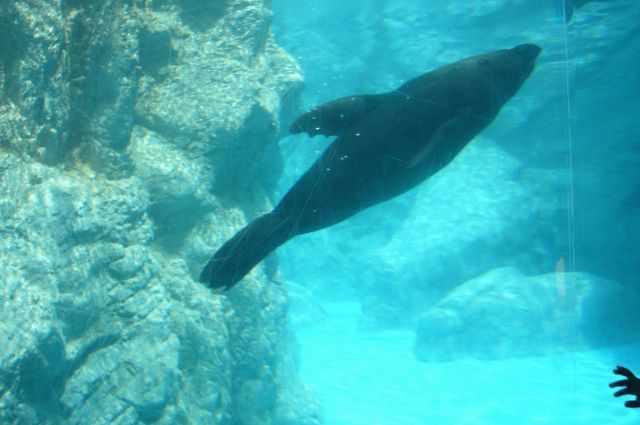
ミナミアフリカオットセイ (よこはま動物園ズーラシア)

オットセイ（キタオットセイ）は、日本近海では冬から春にかけて現れ、日本海や太平洋銚子沖まで回遊する。これがキタオットセイ属の南限といわれる。たまに日本海側や北海道、東北地方の海岸に死体や、生きたまま漂着することがある。
2006年9月9日、内陸部に位置する埼玉県川越市の新河岸川（今成2丁目付近の水田）で野生と見られる衰弱したオットセイ（後に「しんちゃん」と名付けられた生後1–2年の雄）が発見され、警察で捕獲し、翌日、上野動物園へ収容・保護された。春、日本ではオットセイの群れが南下してくるため、このオットセイを太平洋に戻すことになり、放流に向けた馴致（野生に戻るリハビリ）を行うため、12月4日に鴨川シーワールド（アザラシ授乳室）へ移され、トレーニングが行われた。翌2007年2月下旬、オットセイの群れが見られたため、しんちゃんは3月8日に銚子の沖合い（約17 km）にて放流され野生復帰した。鴨川シーワールドでは今まで何頭か放流に成功している。
キタオットセイの飼育展示は伊豆三津シーパラダイスおよび浅虫水族館などの水産庁の許諾を得た一部の水族館、動物園で行われている。
ミナミアフリカオットセイ Arctocephalus pusillus はよこはま動物園ズーラシア、鳥羽水族館などで、ミナミアメリカオットセイ Arctocephalus australis は東武動物公園などで飼育されている、

## オットセイをモチーフにしたキャラクター
- 「やる気マンマン」（横山まさみち画、牛次郎原作の成人向け漫画）の主役。
- 「カレイドスター」ジョナサン